# Beinhaus (Ergué-Gabéric)

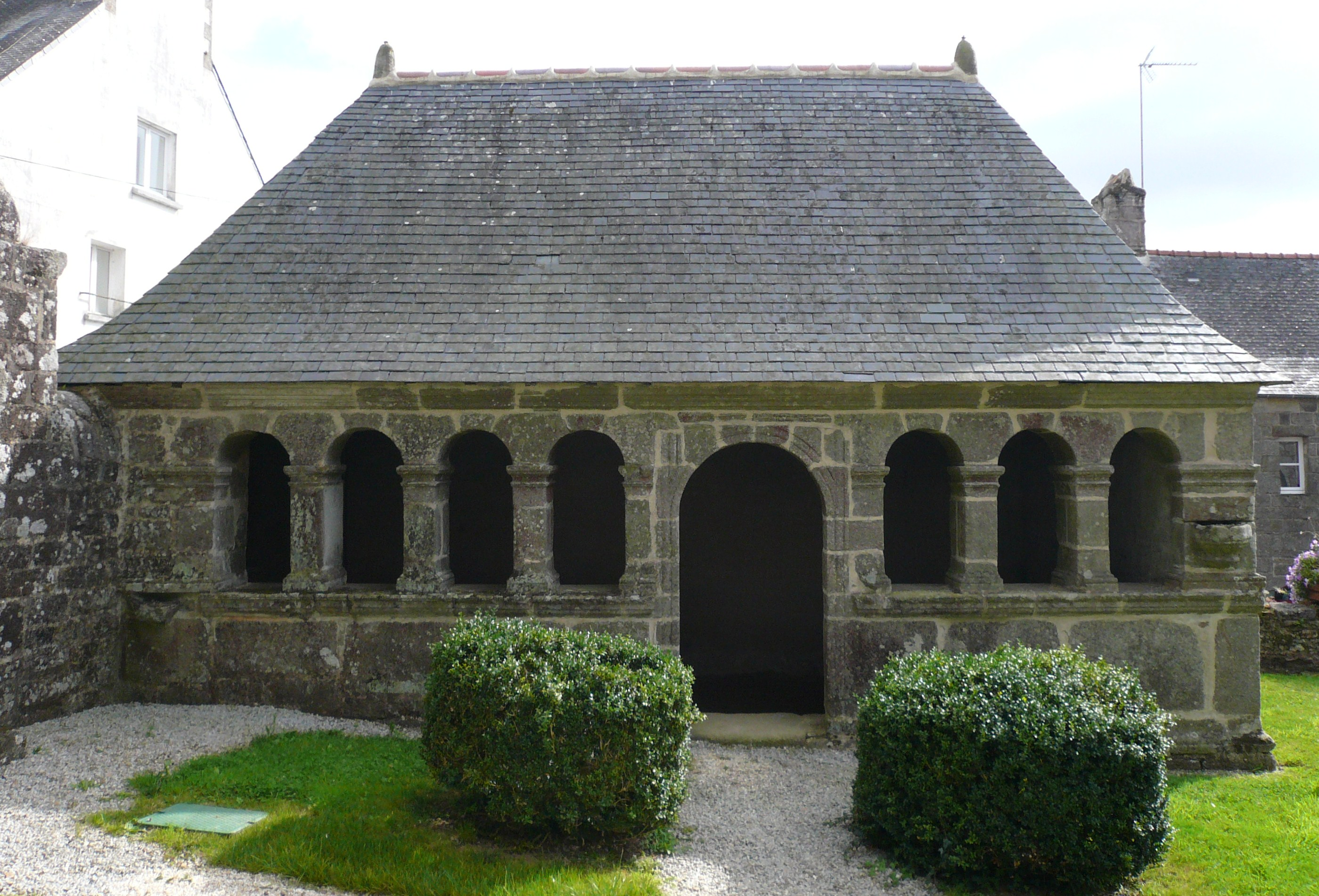
Beinhaus in Ergué-Gabéric

Das Beinhaus in Ergué-Gabéric, einer französischen Gemeinde im Département Finistère in der Region Bretagne, wurde im 17. Jahrhundert errichtet. Im Jahr 1939 wurde das Beinhaus neben der Kirche St-Guinal als Teil des Umfriedeten Pfarrbezirks als Monument historique in die Liste der Baudenkmäler in Frankreich aufgenommen.
Das Gebäude aus heimischem Granit besitzt an der Südseite ein schmuckloses Portal und rechts des Eingangs drei und links davon vier gekuppelte Rundbogenfenster. Das Walmdach ist mit rechteckigen Schieferplatten gedeckt.